# Strada senza fine
Strada senza fine (Roadmarks) è un romanzo di fantascienza dello scrittore statunitense Roger Zelazny pubblicato nel 1979.

## Trama
(Roger Zelazny, Strada senza fine)
Le uscite di una metafisica autostrada sono svincoli temporali che permettono di spostarsi non solo nello spazio ma anche nel tempo.
Red Dorakeen percorre la Strada da tempo a bordo del suo furgoncino Dodge, in compagnia del computer senziente "Fiori" celato all'interno di una copia del libro I fiori del male. Red non ricorda il suo passato più remoto ma è convinto che fornendo armi moderne ai Greci del quinto secolo a.c. e aiutandoli a vincere contro i Persiani la Battaglia di Maratona, riuscirà a ricostruire la sua storia; nel suo presente, infatti, gli Ateniesi sono usciti sconfitti e questo evento ha modificato il corso della storia e la configurazione della Strada, negandogli l'accesso al suo passato. Red ha un gran numero di amici e da uno di questi viene a sepere che il suo ex socio e amico, Chadwick, a causa di dissidi mai risolti, ha scatenato contro di lui la famigerata "decade nera": l'uomo ha assoldato dieci killer che tenteranno di ucciderlo, tentativi questi che rimarranno impuniti e sui quali saranno fatte scommesse. Mentre Red e Fiori combattono e affrontano i killer uno ad uno mettendoli fuori combattimento con molta fortuna, in questo aiutati da Mondamay, robot da combattimento extraterrestre abbandonato nell'Abissinia del novecento dopo un'avaria, Randy Blake, nel ventesimo secolo, riattiva Foglie, il libro lasciatogli dal padre scomparso da anni. Dall'intelligenza artificiale, inserita nel libro Foglie d'erba, Randy apprende di essere il figlio di Red e con l'aiuto del libro senziente si avvia lungo la Strada per ritrovare il genitore.
I due si incontrano lungo la Strada e si scoprirà che Red è un membro di una razza ancestrale di draghi, i Bel'kwinith, e che man mano che trascorre tempo viaggiando, ringiovanisce: eventi drammatici accelerano il processo accendendo barlumi di memoria su di lui ed è per questo motivo che Chadwick, a conoscenza della peculiarità dell'ex amico, ha deciso di lanciare di lui la "decade nera" per aiutarlo a riacquistare la memoria. Il piano riesce e Red finalmente ricorda il suo passato, riprendendo il cammino sulla Strada con il figlio. A causa degli eventi, la storia cambia e i Greci vincono la battaglia di Maratona.

## Personaggi
Red DorakeenViaggia sulla Strada da tempo immemorabile, in compagnia di Fiori, non ricordando molto del suo più lontano passato.
FioriIl computer senziente compagno di viaggio di Red, sotto forma di libro I fiori del male.
Randy BlakeNato a Cleveland nel ventesimo secolo, scoprirà di essere il figlio di Red.
LeilaAmica di Red, ne aiuterà il figlio a ritrovarlo.
FoglieL'intelligenza artificiale compagna di viaggio di Randy, nascosta nel libro Foglie d'erba.
ChadwickPoeta maledetto, ex amico e socio di Red, scatena contro di lui la "decade nera".
MondamayRobot da guerra, sterminatore di pianeti, abbandonato nell'Abissinia del novecento dagli alieni che l'avevano creato. Amico di Red, riciclatosi come abile vasaio, viene costretto ad attaccare il suo amico dal killer John.
JohnKiller assoldato da Chadwick.
StrangulenaKiller ingaggiata da Chadwick; è abituata ad uccidere gli uomini mentre fa sesso con loro, strangolandoli nel momento dell'orgasmo. Perde interesse sin da subito al lavoro, rendendosi irreperibile per dedicarsi alla sua arte: la fotografia.
TobaIl nero tirapiedi di Chadwick. Guadagna molto anche nascondendo maufatti nel passato, recuperandoli nel futuro per venderli come originali reperti archeologici.
SundocScienziato alle dipendenze di Chadwick.
Marchese de SadeAmico di Chadwick, pagato da questi per insegnare scrittura creativa a un gran numero di tirocinanti senza qualità.
Timyin TinEx killer poi divenuto monaco dopo un'amnesia indotta. La sua memoria viene ristabilita da Sundoc grazie a sofisticate tecniche su ordine di Chadwick che lo vuole assoldare contro Red.
Archie ShellmanUn veterano pluridecorato della terza guerra mondiale con danni psichici e fisici. Trasformato in mortale cyborg da combattimento su iniziativa di Chadwick per uccidere Red.

## Edizioni
- (EN) Roger Zelazny, Roadmarks, 1ª ed., New York, Del Rey, 1979.
- Roger Zelazny, Strada senza fine, traduzione di Vittorio Curtoni, Urania n.842, Milano, Mondadori, 1980,  p. 168.7
- (NL) Roger Zelazny, Wegwijzers, Elsevier SF, Amsterdam, Elsevier, 1981.
- (FR) Roger Zelazny, Repères sur la route, Présence du Futur n.324, Parigi, Denoël, 1981.
- (DE) Roger Zelazny, Straße nach Überallhin, Moewig Science Fiction n.3542, Monaco, Moewig, 1981.
- Roger Zelazny, Strada senza fine, traduzione di Vittorio Curtoni, TEADue n.228, Milano, Editori Associati, 1994,  p. 212, ISBN 8878194913.